# داشيتشياو
داشيتشياو (بالصينية: 大石桥市) هي مدينة على مستوى مقاطعة، في الصين، تقع في ينغكو، وينغكو، بلغ عدد سكانها 704,891 نسمة وذلك حسب إحصائيات سنة 2010، تبلغ مساحتها 1,610 كيلومتر مربع، رمزها البريدي هو 115100.

## التقسيمات الإدارية
- Meidu  [لغات أخرى]‏
- Qikou, Liaoning [الإنجليزية]‏.